# Liste der japanischen Botschafter in Osttimor

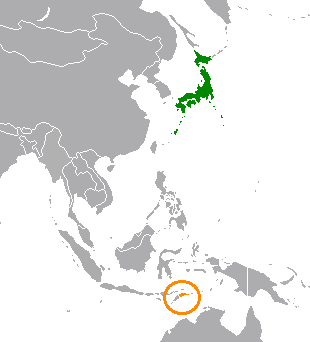
Japan (grün) und Osttimor (orange)

Die Botschaft Japans in Osttimor befindet sich in der Avenida de Portugal (Kampung Alor, Dili). Sie wurde 2002 eröffnet.

## Geschichtlicher Hintergrund
Schon in der Kolonialzeit gab es Handelsbeziehungen zwischen Japan und Portugiesisch-Timor. Japan war nach Niederländisch-Indien und Portugal der drittgrößten Abnehmer von osttimoresischen Kaffee. Außerdem wurden nach Japan Mais, Manganerz, Kopra, Gummi, Baumwolle und Wachs. Der Handel mit Japan wurde von der Sociedade Agrícola Pátria e Trabalho (SAPT) organisiert, von der 1940 die japanische Nanyo Kohatsu K. K. 48 % der Anteile kaufte. Die Nan’yō Kōhatsu war ein Unternehmen, das die wirtschaftlichen und politischen Interessen Japans in Südostasien und Ozeanien sichern sollte.
Japanische Truppen besetzten von 1942 bis 1945 die gesamte Insel Timor, obwohl Portugal im Zweiten Weltkrieg ein neutrales Land war. Die Folge war ein Guerillakrieg, den alliierte Truppen gegen die Japaner auf der Insel führten, der als die Schlacht um Timor bekannt wurde. Auf beiden Seiten kämpften auch Timoresen mit. Allein in Portugiesisch-Timor starben zwischen 40.000 und 70.000 Menschen. Die Bevölkerung litt auch unter diversen Gräueltaten der Besatzungstruppen.
Nach der Unabhängigkeit half Japan beim Wiederaufbau Osttimors nach der indonesischen Besetzung (1975–1999). Japan unterstützte Osttimor zwischen 1999 und 2007 mit 210 Millionen US-Dollar, unter anderem bei der Modernisierung der Häfen von Dili und Pante Macassar und beim Bau der ersten Schnellstraße des Landes.
Osttimor kündigte nach dem Tōhoku-Erdbeben 2011 in Japan an, dass es 100 Helfer nach Japan zur Trümmerbeseitigung schicken wolle.

## Liste

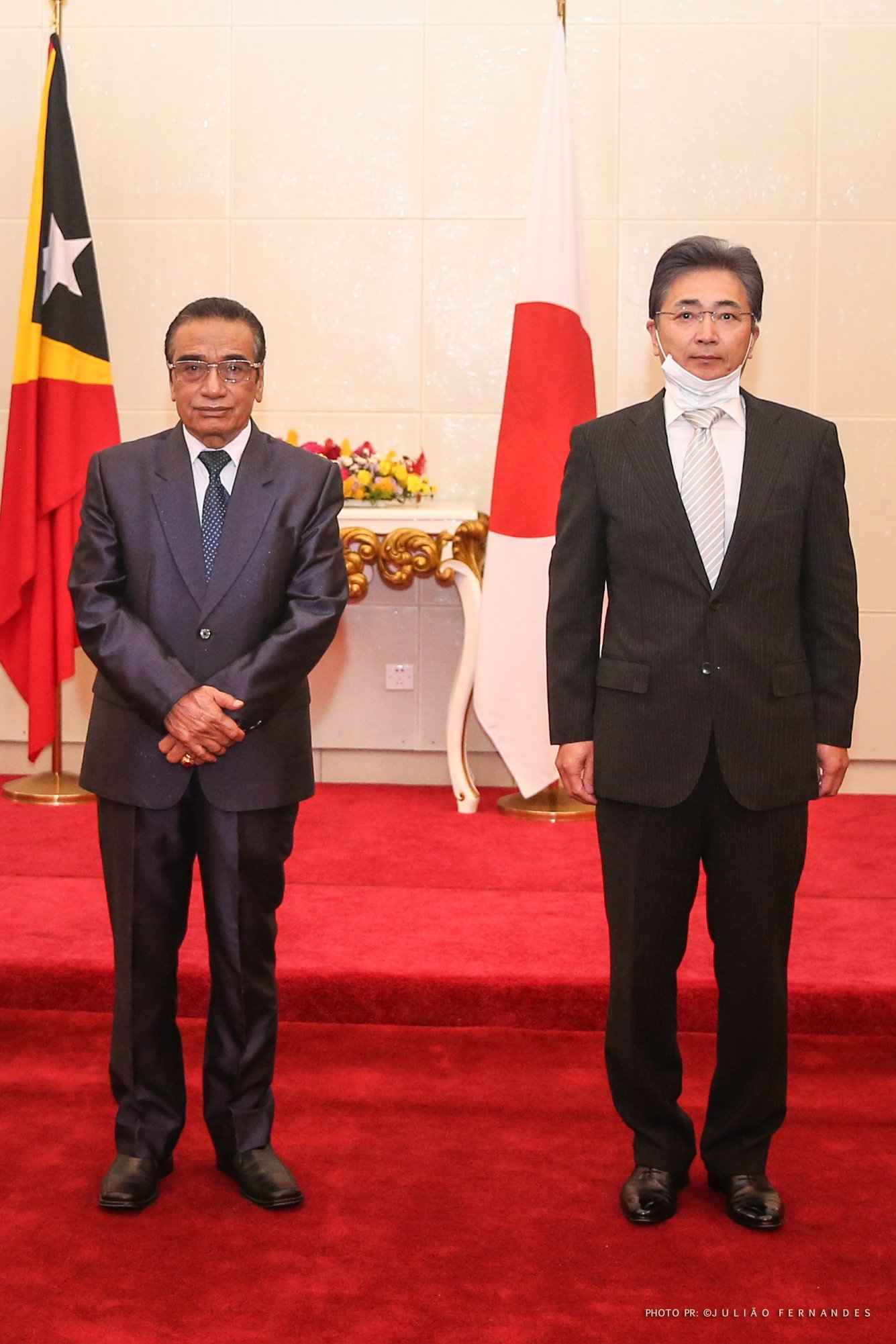
Botschafter Masami Kinefuchi (mit Maske wegen der COVID-19-Pandemie) und Osttimors Präsident Francisco Guterres (2020)

| Name                         | Foto                 | Amtszeit  | Bemerkungen                                                                                 |
| ---------------------------- | -------------------- | --------- | ------------------------------------------------------------------------------------------- |
| Hideaki Asahi (旭英昭)       |                      | 2004–2005 | Erster Botschafter Japans in Osttimor                                                       |
| Kenji Shimizu (清水健司)     |                      | 2005–2008 | Ernennung: 29. November 2005 (zuvor Generalkonsul in Kalkutta); Akkreditierung: Januar 2006 |
| Iwao Kitahara (北原巌男)     | Iwao Kitahara (2017) | 2008–2011 | Akkreditierung: September 2008                                                              |
| Yoshitaka Hanada (花田吉隆)  |                      | 2011–2014 | [ 7 ]                                                                                       |
| Eiji Yamamoto (山本栄二)     | Eiji Yamamoto (2016) | 2014–2017 | Akkreditierung: 18. September 2014                                                          |
| Hiroshi Minami (南博)        |                      | 2017–2019 | Akkreditierung: 18. Oktober 2017                                                            |
| Masami Kinefuchi (杵渕 正巳) |                      | 2020–2022 | Akkreditierung: 7. April 2020 Verabschiedung: November 2022                                 |
| Tetsuya Kimura (木村徹也)    |                      | seit 2022 | Akkreditierung: 5. Dezember 2022                                                            |